# Roystonea palaea
Roystonea palaea es una especie de palmera extinta conocida por fósiles de flores hallados en un Ámbar dominicano del Mioceno temprano de la época Burdigaliana en depósitos de la isla La Española.  La especie es conocida por una flor estaminada (masculine) y una pistilada (femenina) preservadas en la misma pieza de ámbar.  La muestra de ámbar del specimen usada para en holotipo y el paratipo están depositadas en la colección de la Universidad Estatal de Oregón en Corvallis, Oregón, con el número "Sd–9–101", donde fue estudiada y descripta por el Dr. George Poinar.   Poinar publicó su descripción tipo en 2002 de R. palaea en la Botanical Journal of the Linnean Society, Volume 139.  El epíteto específico fue tomado de la palabra griega palaios que significa "antiguo".  La muestra de ámbar contentiva de las flores fue excavada en mina La Toca al noreste de Santiago de los Caballeros, República Dominicana.
R. palaea ha sido descrita en la subfamilia Arecoideae género Roystonea, que tiene diez species modernas nativas de las islas del Caribe, Florida y Centro y Sur América.   Muchos de los caracteres usados para separar a las especies modernas de Roystonea, incluyendo la coloración, no son visibles en las flores preservadas.   Las flores fosilizadas tienen coloración oscura, con las anteras apenas conservando un color claro. R. palaea es similar en su estructura floral a  R. oleracea y R. dunlapiana. R. palaea es más distinguible de las especies modernas por la longitude del cáliz. Las estas tres especies difieren en la forma y longitude de los sépalos, R. palaea tiene la mayor longitude, mientras que R. dunlapiana los tiene más cortos. R. oleracea también posee anteras más largas de 3,5-4,7 mm y están recurvados, distinto a R. palaea, con anteras de 1,7-3,1 mm y rectas. También R. dunlapiana tiene anteras púrpuras, distintas de las anteras color crema de R. palaea.
Es de notar el daño que presenta la flor pistilada. Un lado de la flor está preservado, teniendo el perianto exponiendo el centro de la flor con un fruto en desarrollower and the developing fruit, teniendo dos marcas en el lado expuesto.